# 四鬚野鯪
四鬚野鯪，為輻鰭魚綱鯉形目鯉科的其中一個種。分布於非洲剛果河中游流域，本魚身體接近圓形的；唇有皺褶；吻圓形且中凸，二個大的對觸鬚；在每側面上的一個側部深褐色的條紋，背鰭軟條8至10枚；脊椎骨29至30個，體長可達5公分。

## 扩展阅读
維基物種上的相關：四鬚野鯪